# Sergio Zaniboni
Pour les articles homonymes, voir Zaniboni.
Sergio Zaniboni, né le 4 août 1937 à Turin et mort le 18 août 2017, est un auteur de bande dessinée italien. Il est avant tout célèbre pour avoir illustré de nombreuses aventures du personnage Diabolik.

## Biographie
D'abord technicien radio, il a été concepteur graphique (on lui doit notamment le logo des éditions Panini) et illustrateur. Sa première bande dessinée est une adaptation jamais publiée des Trois Mousquetaires pour l'éditeur Alè Toro. Il commencé à travailler avec le magazine Horror et en 1969, a rejoint l'équipe de Diabolik, au sein de laquelle il a dessiné l'épisode Delitto su commissione, qui sera le premier d'une série de plus de 300 aventures. 

Il a aussi collaboré à Il Giornalino,  Orient Express et Comic Art, entre autres.
En 2000 il a reçu le Yellow Kid Award, une distinction honorifique remise en Italie entre 1970 et 2005, pour saluer son travail sur Diabolik[réf. nécessaire].
Son fils Paolo est lui aussi dessinateur de bande dessinée.